# NGC 3691
NGC 3691 (również PGC 35292 lub UGC 6464) – galaktyka spiralna z poprzeczką (SB/P), znajdująca się w gwiazdozbiorze Lwa. Odkrył ją William Herschel 14 marca 1784 roku. Jest to galaktyka o niskiej jasności powierzchniowej.